# Sierscheid

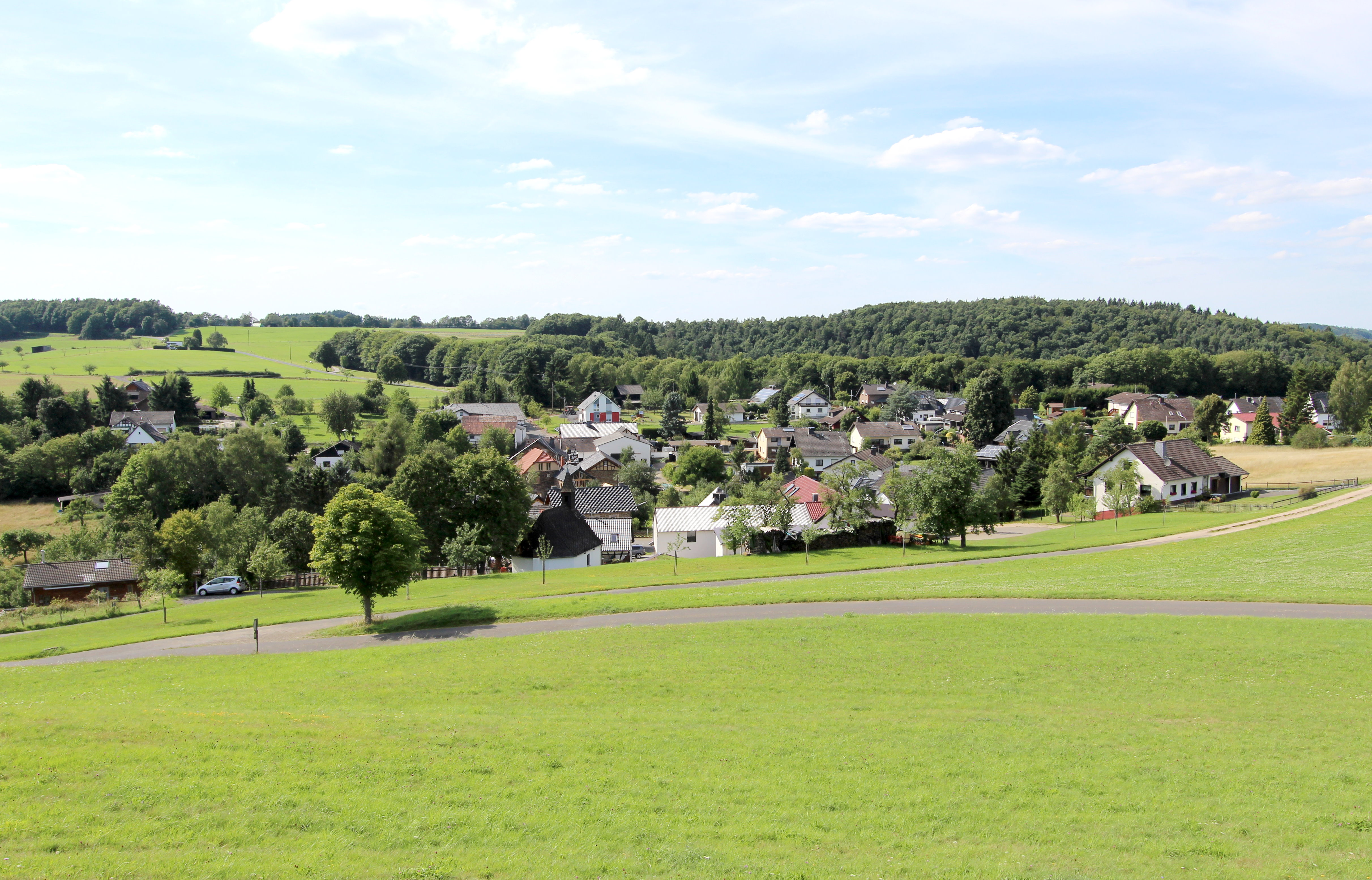
Sierscheid

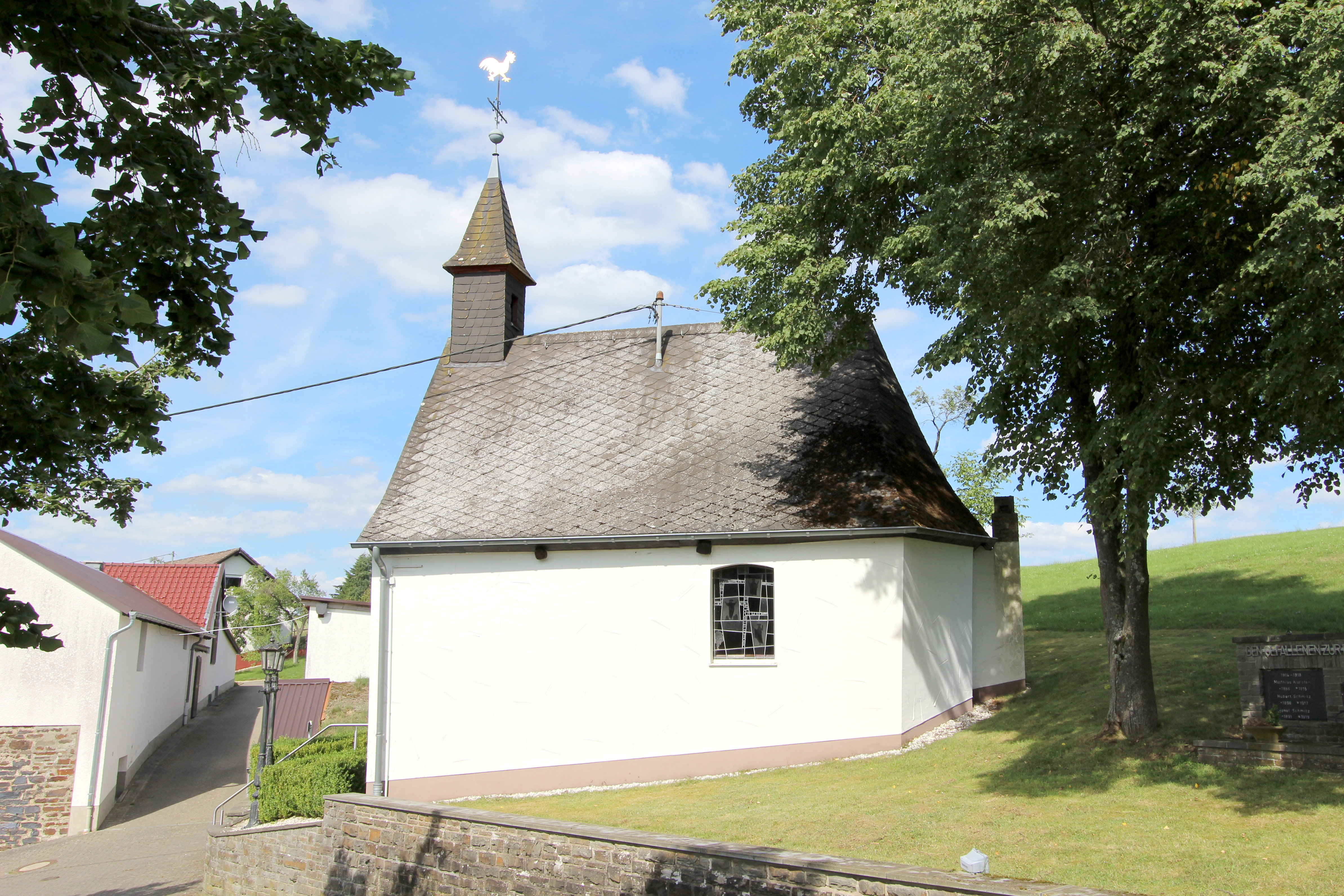
Sankt Maternus

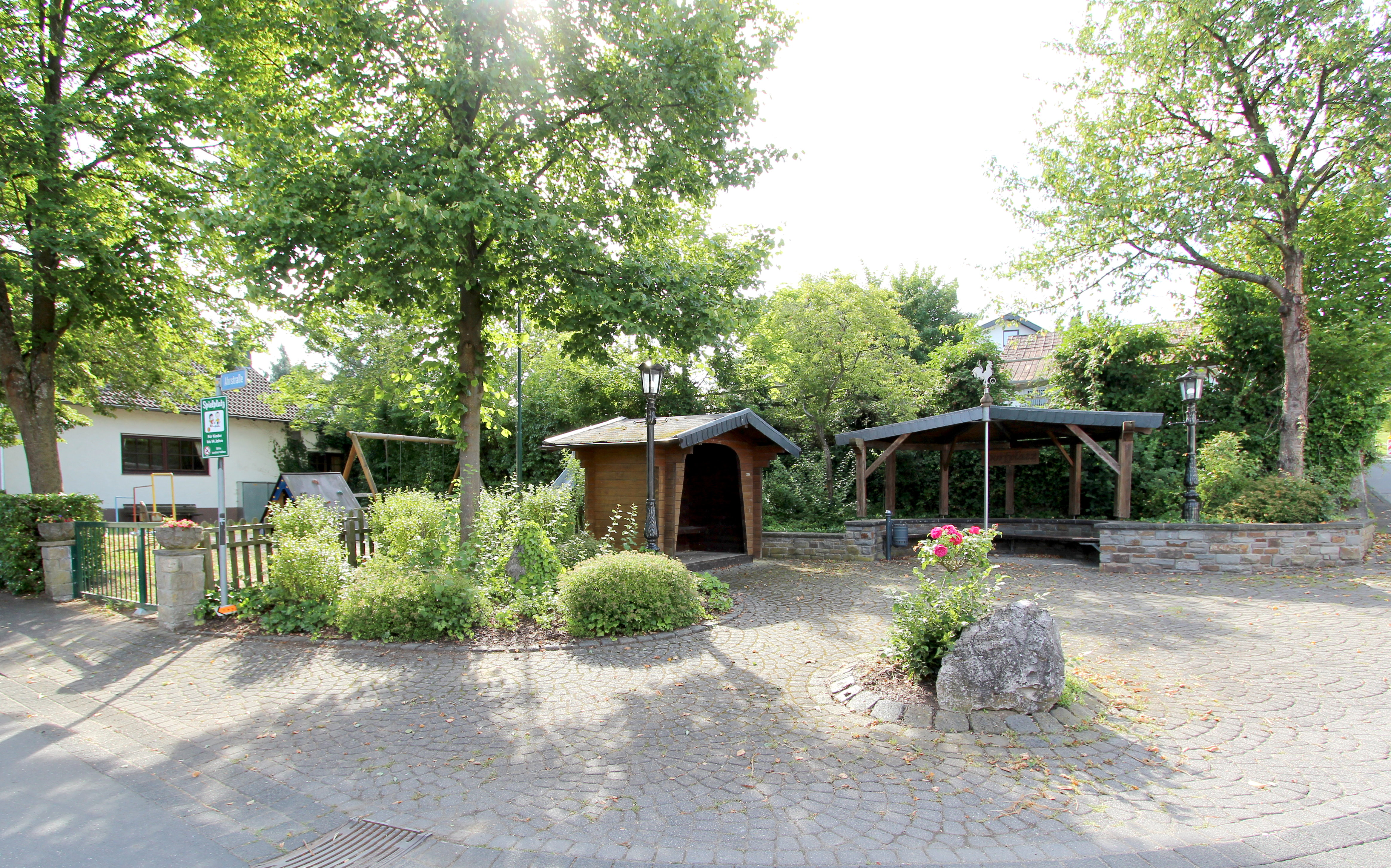
Gemeinschaftsplatz Sierscheid

Sierscheid ist eine Ortsgemeinde im Landkreis Ahrweiler in Rheinland-Pfalz. Sie gehört der Verbandsgemeinde Adenau an.

## Geographie
Sierscheid liegt im zentralen Bereich der Eifel. Nach Süden, Westen und Osten ist er von Feldern umgeben, während im Norden ein ausgedehntes Waldgebiet an den Wohnbereich angrenzt.
Nachbargemeinden sind Lind im Norden, Hönningen im Nordosten, Dümpelfeld und Insul im Süden sowie Schuld und Harscheid im Westen. Die Nachbarorte liegen jeweils relativ weit von Sierscheid entfernt.

## Geschichte
Erstmals urkundlich erwähnt wurde der Ort 1290. Bis zum Ende des 18. Jahrhunderts gehörte er zum Schultheißenamt Schuld im kurkölnischen Amt Nürburg. Die hohe Gerichtsbarkeit in Sierscheid hatten Kurköln und die Adenauer Johanniterkommende inne. Hinweis hierauf sind das Kurkölner schwarze Kreuz und das Johanniterkreuz in verwechselter Tinktur im Wappen. Auf dem 1668 in Schuld stattfindenden Hofgericht, als die Rechte und Freiheiten sowie die Lehnsverhältnisse des Schulder „Domhofs“ geregelt wurden, wird auch ein Schöffe Adam von Sierscheid genannt. 1670 gehörten zu Sierscheid ca. 230 ha Land. 1772 musste Sierscheid den Waldbesitz „die Denn“ für 1000 Reichstaler an den Gerichtsschöffen „Dionisius Lückenbach“ des kurkölnischen „Dingstuhles Brüsk“ (Gericht), im Amt Altenahr verkaufen. Grund dafür war ein verlorener Prozess gegen Schuld. Sierscheid gehörte immer zu Schuld und wurde als Filiale 1570 erwähnt. Erstmals soll eine Kapelle, dem heiligen Maternus geweiht, um 1730 erbaut worden sein. 1830 wurde sie renoviert und 1831 benediziert. Sein Attribut ein Krummstab.
Statistik zur Einwohnerentwicklung
Die Entwicklung der Einwohnerzahl von Sierscheid, die Werte von 1871 bis 1987 beruhen auf Volkszählungen:
| Jahr | Einwohner |
| ---- | --------- |
| 1815 | 57        |
| 1835 | 56        |
| 1871 | 54        |
| 1905 | 61        |
| 1939 | 94        |
| 1950 | 90        |
| 1961 | 88        |

| Jahr | Einwohner |
| ---- | --------- |
| 1970 | 86        |
| 1987 | 87        |
| 1997 | 97        |
| 2005 | 104       |
| 2011 | 85        |
| 2017 | 91        |
| 2023 | 90        |

## Politik

### Gemeinderat
Der Gemeinderat in Sierscheid besteht aus sechs Ratsmitgliedern, die bei der Kommunalwahl am 9. Juni 2024 in einer Mehrheitswahl gewählt wurden, und dem ehrenamtlichen Ortsbürgermeister als Vorsitzendem.

### Bürgermeister
Gregor Jonas wurde am 17. Juli 2024 Ortsbürgermeister von Sierscheid. Bei der Kommunalwahl am 9. Juni 2024 gab es erneut keinen Direktkandidaten für das Amt des Ortsbürgermeisters. Der Gemeinderat wählte in seiner konstituierenden Sitzung Gregor Jonas zum Ortsbürgermeister. Erster Beigeordneter wurde Walter Sicken.
Der Vorgänger von Gregor Jonas, Dirk Eßer, hatte das Amt am 10. Juli 2019 übernommen. Da auch bei der Direktwahl am 26. Mai 2019 kein Bewerber angetreten war, oblag die anstehende Neuwahl des Bürgermeisters gemäß rheinland-pfälzischer Gemeindeordnung dem damaligen Rat, der sich für Eßer entschied. Da Dirk Eßer im Juni 2023 seinen Wohnsitz nach außerhalb Sierscheids verlegte und damit automatisch sein Ehrenamt niederlegen musste (in Rheinland-Pfalz herrscht für ehrenamtliche Ortsbürgermeister Residenzpflicht), übernahm der bisherige Erste Beigeordnete Gregor Jonas das Amt kommissarisch bis zur nächsten Kommunalwahl am 9. Juni 2024. Er führte den Titel „Geschäftsführender Erster Beigeordneter“.
Eßers Vorgänger Olaf Oldenburg hatte das Amt 20 Jahre ausgeübt.

### Wappen
| Wappen von Sierscheid | Blasonierung: „Im von Silber durch einen steigenden schwarzen Keil gespaltenen Schild, darin ein aufsteigender silberner Krummstab, vorn ein schwarzes Balkenkreuz, hinten ein rotes Johanniterkreuz.“ |
| Wappen von Sierscheid | Wappenbegründung: Bis zum Ende der Feudalzeit besaßen in Sierscheid das Kurfürstentum Köln und die Johanniterkommende Adenau gemeinsam die hohe und mittlere Gerichtsbarkeit. Bereits 1290 kommt Sierscheid zum kurkölnischen Amt Nürburg. (Ortschronik Sierscheid). Die Symbole von Kurköln, ein schwarzes Balkenkreuz, und des Johanniterordens, ein sechsendiges Johanniterkreuz, dies in verwechselter Tinktur, stehen im ersten und zweiten Feld des Wappens. Die um 1730 erbaute Kapelle hat den hl. Maternus zum Patron. Er ist zugleich auch Schutzpatron der Gemeinde. Sein Attribut, ein silberner Krummstab, steht in dem steigenden schwarzen Keil. Die Feldtinktur ist, im Hinblick auf die ehemals kurkölner Zugehörigkeit, bewusst schwarz gewählt. Das Wappen wurde in der Sierscheider Gemeinderatssitzung vom 02.06.1993 beschlossen und am 23.07.1993 durch die zuständige Kreisverwaltung Ahrweiler genehmigt. Vorausgegangen war ein Abstimmungsprozess, an dem u. a. der Heraldiker Karl E. Becker beteiligt war, um die endgültige Gestaltung regelkonform zu beenden. |

## Kultur und Sehenswürdigkeiten
- Die Sierscheider Maternuskapelle wurde 1730 erbaut.
- Jährliches Kirmes- bzw. Kirchweihfest wird am Sonntag nach dem 14. September (Maternus) gefeiert.
- Musikfestival Sierscheider Opernsommer in der Waldstraße (im August)[11]
- Wanderwege in und um Sierscheid[12][13][14]

Siehe auch: Liste der Kulturdenkmäler in Sierscheid

## Wirtschaft und Infrastruktur
Im Ort stehen mehrere Ferienwohnungen zur Verfügung.
Der Kindergarten wird in Schuld besucht, die Grundschule in Antweiler, Schulen wie RealschulePlus und Gymnasium in Adenau. Die Kinder werden im Ort mit Bussen abgeholt.
Die Gemeinde ist durch die K 25 erschlossen. Sie verläuft westlich und südlich von Sierscheid.